# Khairul Amri
Mohammad Khairul Amri bin Mohammad Kamal (14 de março de 1985), conhecido apenas como Khairul Amri, é um futebolista Singapurense que atua como atacante. Joga atualmente pelo Felda United.

## Carreira
Khairul Amri foi um dos primeiros jogadores formados pela National Football Academy (os outros foram Baihakki Khaizan, Shahril Ishak e Hassan Sunny), em 2000.
Em clubes, iniciou a carreira em 2004 no Young Lions, jogando 114 jogos e fazendo 54 gols até 2008. Em Singapura, vestiu também as camisas de Tampines Rovers e LionsXII, além de ter passagens por Persiba Balikpapan (Indonésia) e Felda United (Malásia), onde atua desde 2019. Foi campeão nacional em 2013, quando defendia o Tampines Rovers.

## Seleção Singapurense
Entre 2004 e 2019, Khairul Amri atuou em 134 partidas pela Seleção Singapurense (quarto jogador com mais jogos disputados), fazendo 32 gols (terceiro maior artilheiro). Ganhou a medalha de bronze nos Jogos do Sudeste Asiático de 2007, disputados na Tailândia. além de um tricampeonato da Copa AFF Suzuki (2004, 2007 e 2012).

## Títulos
LionsXII
- FA Cup da Malásia: 1 (2015)

Tampines Rovers
- S-League: 1 (2013)

Seleção Singapurense
- Copa AFF Suzuki: 3 (2004, 2007 e 2012)